# Pianoconcert nr. 16 (Mozart)
Pianoconcert nr. 16 in D majeur, KV 451, is een pianoconcert van Wolfgang Amadeus Mozart. Hij voltooide het stuk volgens zijn catalogus op 22 maart 1784.

## Orkestratie
Het pianoconcert is geschreven voor:
- Fluit
- Twee hobo's
- Twee fagotten
- Twee hoorns
- Twee trompetten
- Pauken
- Pianoforte
- Strijkers

## Onderdelen
Het pianoconcert bestaat uit drie delen:
1. Allegro assai
2. Andante
3. Allegro di molto